# Ferdinand Heim
Pour les articles homonymes, voir Heim.
Ferdinand Karl Theodor Heim, né le 27 février 1895 à Reutlingen en royaume de Wurtemberg et mort le 14 novembre 1977 à Ulm dans le Wurtemberg, est un Generalleutnant allemand qui a servi au sein de la Heer dans la Wehrmacht pendant la Seconde Guerre mondiale.

## Biographie
Heim rejoint le 24 juin 1914 le 13e régiment d'artillerie de campagne (de) de l'armée wurtembergeoise en tant que porte-drapeau. Heim a servi comme officier d'artillerie dans le XIIIe corps pendant toute la Première Guerre mondiale.
À la suite de l'armistice de 1918, il reste dans l'armée en tant qu'officier de carrière, atteignant le grade de colonel en juin 1939, juste avant le début de la Seconde Guerre mondiale.
Le 3 septembre 1940, alors que la sixième armée est stationnée dans la presqu'île du Cotentin, dans l'attente de l'invasion de la Grande-Bretagne, Heim est nommé chef d'état-major du général Walter von Reichenau. Par la suite, il a joué un rôle prépondérant dans la planification de l'invasion allemande de l'Union soviétique (l'opération Barbarossa).
À partir du 1er juillet 1942, il commande la 14e Panzerdivision qui se distingue à Kharkov et à Rostov. En conséquence, il est nommé, le 1er novembre 1942, commandant du 48e Panzerkorps qui était stationné dans la région de Stalingrad. Ce corps d'armée servait de réserve mobile au groupe d'armées B, il protégeait donc les arrières de la VI. Armee en cas d'attaque soviétique.
Le 19 novembre 1942 les Russes lancent l'opération Uranus sur les flancs de la VI. Armee qui n'étaient protégés par des armées roumaines notoirement sous équipées, qui n'avaient pas été renforcées malgré leurs rapports sur le renforcement des armées russes qui leur faisaient face. Les défenses roumaines s'effondrent en moins d'une journée face à la puissance de l'offensive soviétique. Le 48e Panzerkorps, avec une division panzer en sous-effectifs et une division blindée roumaine qui formait le gros de ses forces, ne parvient pas à stopper les unités russes, d'autant qu'on donne à Heim des ordres changeants et contradictoires. Les 220 000 hommes de la VI. Armee, encerclés, reçoivent de Hitler l'ordre de tenir jusqu'au bout mais capitulent, à bout de forces, le 2 février 1943.
Heim sera le « bouc-émissaire de Stalingrad » : en janvier 1943, sur l'ordre d'Hitler, il est renvoyé de l'armée, arrêté et placé en cellule d'isolement à la prison de Moabit à Berlin, avant d'être finalement libéré en avril 1943 et transféré dans un hôpital militaire à Ulm.
Après-guerre, Heim a affirmé que le seul document justifiant son arrestation était l'ordre de Hitler — aucun jugement, aucun acte d'accusation, aucun motif. Il apprit officieusement, que Hitler avait refusé de jeter le blâme sur les Roumains, il lui fallait donc un bouc émissaire allemand mais les commandants d'armée et de groupes d'armées étant trop précieux « … la seule personne qui lui restait était le commandant de corps, et c'était moi. »
Heim a été informé en mai 1943 que sa radiation de l'armée allemande avait été révoquée et qu'il avait été reclassé comme retraité. En août 1944, Heim est rappelé en service pour prendre le commandement de la Festung (forteresse) Boulogne, avec ordre de la « défendre jusqu'au bout ». Il était chargé de préparer une forte ligne de défense, mais à son arrivée, il ne peut que constater que rien n'avait été préparé et il n'y avait aucun des spécialistes requis pour cette tâche. La garnison, mal préparée et mal équipée, subit une intense campagne de bombardement et un assaut de grande envergure (opération Wellhit), Heim et ses troupes capitulèrent devant la 3e division d'infanterie canadienne le 23 septembre 1944.

## Après-guerre
Fait prisonnier de guerre, il séjourna dans différents camps de prisonniers dont celui de Island Farm au Pays-de-Galles. Il retourna en Allemagne le 12 mai 1948. Il meurt à Ulm le 14 novembre 1977 à 82 ans.

## Promotions
| Fahnenjunker-Unteroffizier | Octobre 1914      |
| Fähnrich                   | 10 novembre 1914  |
| Leutnant                   | 25 février 1915   |
| Oberleutnant               | 18 octobre 1918   |
| Hauptmann                  | 1er mars 1928     |
| Major                      | 1er août 1934     |
| Oberstleutnant             | 1er mars 1937     |
| Oberst                     | 1er août 1939     |
| Generalmajor               | 1er février 1942  |
| Generalleutnant            | 1er novembre 1942 |

### Décorations
- Croix de fer (1914)
  - 2e classe
  - 1re Classe
- Croix d'honneur (1934)
- Insigne des blessés
  - en Argent (1942)
- Agrafe de la croix de fer (1914)
  - 2e classe
  - 1re Classe
- Médaille du Front de l'Est
- Croix allemande en Or (1942)
- Croix de chevalier de la Croix de fer (1942)

La Croix de chevalier de la Croix de fer est attribuée pour récompenser un acte d'une extrême bravoure sur le champ de bataille ou un commandement militaire avec succès.